# Eloeophila fascipennis
Eloeophila fascipennis is een tweevleugelige uit de familie steltmuggen (Limoniidae). De soort komt voor in het Oriëntaals gebied.